# Ingrid Nandzik
Ingrid Nandzik (* 13. Februar 1959 als Ingrid Gebauer) ist eine ehemalige deutsche Fußballspielerin.

## Karriere

### Vereine
Nandzik gehörte der SSG 09 Bergisch Gladbach an, für die sie von 1976 bis 1986 als Stürmerin aktiv gewesen ist. Während ihrer Vereinszugehörigkeit gewann sie siebenmal die Deutsche Meisterschaft und dreimal den DFB-Pokal, einschließlich den bei der Premiere am 2. Mai 1981 in Stuttgart beim 5:0-Sieg über den TuS Wörrstadt errungenen.

### Auswahl-/ Nationalmannschaft
Nandzik gewann zudem als Spielerin der Auswahlmannschaft des Fußball-Verbandes Mittelrhein das erstmals am 10. Mai 1981 in Bergisch Gladbach ausgetragene Finale um den Länderpokal, der gegen die Auswahlmannschaft des Niedersächsischen Fußballverbandes mit dem 1:0-Sieg errungen wurde.
Für die A-Nationalmannschaft bestritt sie 1982 und 1983 drei Länderspiele, wobei sie am 10. November 1982 in Koblenz bei der Premiere gegen die Schweizer Nationalmannschaft beim 5:1-Sieg das Tor zum 2:0 in der 41. Minute erzielte. In ihren letzten beiden Länderspielen am 5. März bzw. 1. Mai 1983 gegen die Nationalmannschaften Belgiens bzw. Dänemarks, die jeweils 1:1 unentschieden endeten, erzielte sie im erstgenannten Spiel das Tor zum Endstand in der 61. Minute.

## Erfolge
- Deutscher Meister 1977, 1979, 1980, 1981, 1982, 1983, 1984,
- DFB-Pokal-Sieger 1981, 1982, 1984
- Länderpokal-Sieger 1981

## Sonstiges
Nandzik ist die Mutter des Profifußballers Alexander Nandzik.